# Завод азотних добрив у Какінаді
Завод азотних добрив у Какінаді – підприємство хімічної промисловості в індійському штаті Андхра-Прадеш. 
В 1992 році на майданчику заводу ввели в дію виробництво сечовини річною потужністю 597 тисяч тон. У 1998-му стала до ладу друга черга. Після проведеної в 2009-му модернізації річна потужність зазначених черг досягнула 767 тисяч тон та 753 тисяч тон відповідно, разом – 1520 тисяч тон сечовини. Фактичний випуск міг навіть перевищувати цей показник, так, у 2017/2018 бюджетному році він склав 1590 тисяч тон. Втім, у 2021/2022 бюджетному році виробництво сечовини на майданчику становило лише 914 тисяч тон. 
Необхідний для продукування сечовини аміак виробляють на цьому ж майданчику. Річна потужність першої та другої черг становить 437 тисяч тон та 429 тисяч тон відповідно, разом – 866 тисяч тон аміаку. Як сировину для синтезу аміаку використовують природний газ, що надходить по трубопроводу Татіпака – Какінада.
Завод належить компанії Nagarjuna Fertilizers and Chemicals Limited.